# Kitty Fisher

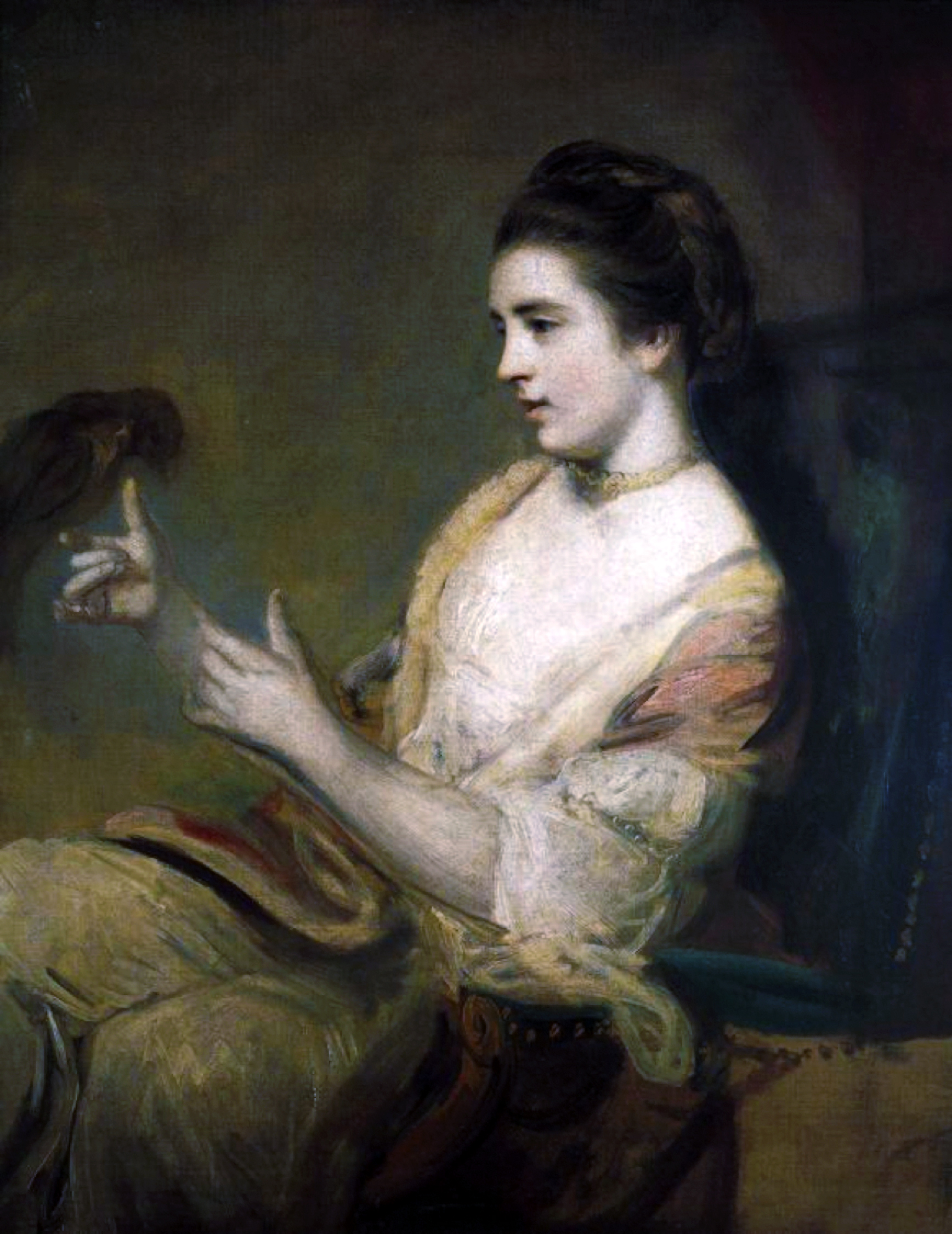
Joshua Reynolds: Kitty Fisher and Parrot, 1763/1764

Kitty Fisher, eigentlich Catherine Marie Fischer (* 1. Juni 1741 in London; † 10. März 1767 ebenda), war eine englische Kurtisane deutscher Abstammung, die unter anderem als Modell für Bilder von Sir Joshua Reynolds Berühmtheit erlangte. Die Bilder betonten Fishers Schönheit, Kühnheit und Charme. Ähnlich wie Giacomo Casanova war sie nicht durch ihre Herkunft oder durch gesellschaftlich anerkannte Leistungen bekannt, sondern dadurch, dass sie beständig von sich reden machte. Genauso wie dieser nutzte sie dabei die sich verbreitenden Massenmedien, war gebildet, unterhaltsam, beherrschte die Etikette und war überaus charmant. Mehrere Jahre galt sie als die bekannteste Kurtisane Londons. Sie starb nur wenige Monate nach ihrer Heirat mit John Norris, dem Enkel von Admiral John Norris.

## Leben

### Familie
Geboren wurde Kitty als Catherine Marie Fischer im Londoner Stadtteil Soho, wo sich viele religiöse Flüchtlinge einfanden, darunter viele Hugenotten. Soho war bekannt für Gold- und Silberschmiede, insbesondere Ziseleure und Punzer (chasers). Nicht weit entfernt lagen die gehobenen Quartiere und der Hof. Ihre Eltern waren John Henry, ein lutheranischer Immigrant aus Deutschland, der seinen Lebensunterhalt als silver chaser verdiente, eine besondere Art des Silberschmieds, und seiner Ehefrau Ann Fischer. Ihr Mädchenname war Ann Bagnell; sie stammte aus London.
Neun Tage nach ihrer Geburt wurde Kitty, das erste Kind der Familie, in St Anne’s getauft (nicht in der sonst üblichen Gemeindekirche der Lutheraner, in Savoy Chapel). Es folgten vier weitere Kinder, wobei das nächste Kind, eine Tochter namens Anne nicht lange lebte, eine weitere Tochter gleichen Namens starb zwei Jahre später. Dann kam Sarah Louisa zur Welt, schließlich im Jahr 1750 noch ein Sohn namens John Henry (nach seinem Vater). Noch vor Kittys zehntem Geburtstag zog die Familie mit ihren drei Kindern in die nahe Grafton Street (heute Charing Cross Road). Einige Jahre später – sie blieben in ihrem Quartier – zogen sie in die Moor Street. Die wirtschaftliche Situation der Familie verschlechterte sich langsam, doch kleidete der Vater seine Lieblingstochter extravagant und so reich er konnte. In der Nachbarschaft befand sich Covent Garden, wo sich zwei Drittel der Londoner Bordelle befanden (S. 5).

### Schule (ab 1747)
Eine erste Ausbildung erhielt das vielleicht sechsjährige Mädchen in der Boarding School in Hammersmith im Westen Londons. Neben einer Grundbildung standen Etikette und Benimmregeln im Vordergrund, der Vater vor allem wünschte seine Tochter in höhere Kreise zu verheiraten. Daher musste sie in jeder Hinsicht entsprechend aufzutreten lernen. Sie verstand sich bald auf angenehme Konversation und die Mutter hoffte auf eine gute Anstellung, vielleicht als Gouvernante. Wohl lernte sie auch Französisch (wohingegen Casanova glaubte, sie spreche ausschließlich Englisch).
Nach sieben Jahren auf der Schule kehrte die 13-Jährige allerdings blass und dünn zu ihrer Familie zurück. Sie litt unter Eisenmangel, den einige zeitgenössische Ärzte auf übertriebene Selbstbefriedigung zurückführten – was auch Giacomo Casanova erwähnt. Die Eltern schickten sie aufs Land nach Paddington, wo sie mit eisenreicher Nahrung kuriert wurde. Im Alter von 14 oder 15 Jahren kehrte sie nach London zurück; damals galt ein Mädchen dieses Alters als junge, heiratsfähige Frau.

### Abgewehrter Vergewaltigungsversuch
Für die vermögenden Männer, die sich in Soho herumtrieben, war sie eine bloße Beute. Der erste bot 100 Pfund, um sie vergewaltigen zu können. Doch Kitty gelang es, sich zu befreien, das Fenster des Hauses zu öffnen, in das sie mit Einverständnis des inzwischen betrunkenen Vaters gelockt worden war, und schrie „Mörder“. Der Bordellbetreiber, der den Handel ausgeheckt hatte, musste den Vergewaltigungsversuch seines „Kunden“ abbrechen, bevor eine draußen sich ansammelnde Menge das Haus stürmen konnte. Zwar wollte Kittys Vater den Täter zunächst persönlich bestrafen, doch entdeckte er die Geldbörse mit 50 Pfund darin, die der Täter zurückgelassen hatte. So beschloss er, den enormen Gewinn (ein bis anderthalb Jahre Arbeit) lieber einzustreichen und über den Vorfall zu schweigen.

### Abgelehnter Heiratsantrag, Modistin
Nun sperrte er sicherheitshalber seine Tochter eine Zeit lang im Haus ein. Bald erhielt sie von einem Nachbarssohn in ihrem Alter ein Heiratsangebot in Form eines Briefes. Sein Vater war ein Zinngießer. Kitty und ihr Vater glaubten, sie verdiene mehr und lehnten das Angebot ab – angeblich habe, so behauptete sie, ihr Vater die Ehe verboten. Mit 15 arbeitete sie als Modistin, wobei in diesem Beruf weit mehr angefertigt wurde, als nur Hüte und Hauben, sondern fast alle Kleidungsstücke einschließlich Handschuhe oder Petticoats. Allerdings galt diese Berufsbezeichnung, der einer milliner, auch als weitläufige Umschreibung für Prostituierte. Kittys Vater, dessen Beruf zu wenig abwarf, richtete für seine Tochter einen entsprechenden Laden im eigenen Haus ein, was sicherer schien. Er betrachtete all dies als Mittel zum gesellschaftlichen Aufstieg seiner Tochter, die sogar inzwischen die Haupternährerin der Familie war.

### Umzug zu Anthony George Martin
Sie wurde von dem Fähnrich Anthony George Martin und späteren Lieutenant-General († 1800), in den sich die junge Frau Hals über Kopf verliebt hatte, in die höhere Gesellschaft Londons eingeführt. Sie waren sich bei einem Theaterbesuch begegnet. Er war der Sohn eines Londoner Händlers, geboren in Lissabon von einer Portugiesin, und elf Jahre älter als Kitty. Sie zog heimlich, zum Schrecken ihrer Eltern, in sein Haus am nahegelegenen Panton's Square. Ihre Eltern, vielleicht um ihre Ehre zu wahren, behaupteten, die beiden hätten geheiratet, doch kam es nie dazu. Das Paar erschien nun an den öffentlichen Plätzen und in Parks, im Theater und in der Oper, zusammen mit anderen Offizieren und deren Frauen. Doch zunächst wurde ihr Lebensgefährte nach Übersee versetzt, so dass sie allein zurückblieb. Als er aus dem Krieg zurückkehrte, ging er eine Verbindung zu einer anderen Frau ein, die er gleichfalls nicht heiratete. Sie brachte 1759 einen Sohn zur Welt. Die Taufe fand ausgerechnet in der Kirche statt, in der auch Kitty getauft worden war.

### Kurtisane
Zu dieser Zeit war sie bereits eine der bekanntesten Persönlichkeiten Londons. Vielleicht war sie aus Rache an Martin Prostituierte geworden, vielleicht hatte sie aber auch keine andere Möglichkeit mehr, sich und ihre Familie durchzubringen. Caterine war nunmehr „Kitty“ und als solche Synonym für alle Sündhaftigkeiten. Sie selbst nannte sich weiterhin „Catherine Martin“. Möglicherweise vergaßen die beiden einander nie, denn Martin, der gesellschaftlich weit aufstieg, heiratete dennoch nie. Ihr Aussehen und ihre Kleidung wurden beäugt, aber auch kopiert, skurrile Flugblätter und Satiren wurden über sie gedruckt und in Umlauf gebracht. Ihr Porträt von Reynolds Cleopatra Dissolving the Pearl war prägend.
Diese Veränderung trat binnen weniger Monate ein. Sie lebte inzwischen an der Norfolk Street in Mayfair. Der Hyde Park lag hinter ihrem Haus, Green Park und St James' Park lagen nahe. Sie lebte am Rande einer schnell expandierenden Metropole, genoss es, in einem der vornehmsten Häuser der Gegend zu leben. In den Clubs und Cafés war sie inzwischen bekannt. Ihre Arbeit fand weder auf der Straße, noch in einem der Bordelle statt. Sie erkannte, dass zu ihrem gesellschaftlichen Aufstieg die Möglichkeit fehlte, auszureiten. Daher stellte sie einen Richard (Dick) Berenger ein – er war der Sohn eines Händlers und einer Frau aus dem Adel –, der ihr diese auf der höchsten gesellschaftlichen Ebene notwendige Fähigkeit beibringen sollte. Dick stieg im königlichen Dienst als zweithöchster Stallmeister auf. Bald galoppierte Kitty fast täglich durch den Hyde Park und die anderen Grünanlagen. Nachdem sie Martin hatte fallen lassen, suchte sie sich einen Keeper, einen Mann, der sie unterhielt. Dies bedeutete, dass er ihre Wohnung bezahlte, vielleicht für Kutsche und Personal, für Kleider und Schmuck sorgte. So wurde die inzwischen weithin bekannte Kurtisane zu einer Art Statussymbol für den Vermögenden, der die Frau mit den berühmten blauen Augen für Unterhaltung und Repräsentation unterhielt. Wichtig war, dass sie Geist besaß, schnell reagieren konnte und charmant sein konnte. Sie konnte verspielt sein, sehr lebhaft, erzählfreudig, aber ohne alles Vulgäre. Die meisten Männer mussten sich mit ihrer gleichwohl faszinierenden Gesellschaft – gegen Geschenke – begnügen. Sie vermied es, sich zu verlieben, taxierte die Männer danach, ob sie ihr gefielen und vor allem ob sie ihr Vermögen mehrten und ihren Status. Der Erste, der in Frage kam, war Thomas Hutchings, ein reicher Erbe, der mit Maria, der bitterarmen Countess von Coventry liiert war, die Kitty als ihre Rivalin betrachtete. Bald entstand eine legendäre Rivalität mit Maria Gunning wegen Kittys Affäre mit Gunnings Ehemann, George William Coventry, 6. Earl of Coventry. Coventry ließ Kitty, ähnlich wie Martin, nachdem er sie durch alle Vergnügungsstätten der Stadt begleitet hatte, einfach fallen.

### Wahrnehmung durch die Zeitgenossen
Giustiniana Wynne, die zu dieser Zeit London besuchte, schrieb über Kitty Fishers Umgang mit Frauen der gehobenen Gesellschaft:
„Einige Jahre zuvor hatte Lady Coventry eine Auseinandersetzung mit einer gewissen Kitty Fisher, einer der berühmtesten Kurtisanen […], die für ihre Schönheit und ihren Witz bekannt war und die Geliebte mehrerer bekannter Männer der damaligen Zeit war, darunter Marias Ehemann, den Earl of Coventry…. Kitty pflegte eine gewisse Rivalität mit der Frau des Earls, und als sie sich in einem Londoner Park trafen, bewunderte Lady Coventry ihr Kleid und fragte sie nach dem Namen ihres Schneiders. Kitty antwortete, sie solle lieber Lord Coventry fragen, da er ihr das Kleid geschenkt habe.

Lady Coventry nannte sie daraufhin eine unverschämte Frau, doch Kitty erwiderte, dass ihre Heirat mit einem verrückten Lord genug sozialen Unterschied zwischen ihnen geschaffen habe, dass sie die Beleidigung aushalten müsse. Aber dass sie selbst einen heiraten würde, nur um ihr antworten zu können.“
Es war Joseph Mawbey, ein Landbesitzer aus Surry und nouveau riche, der eine Brennerei geerbt hatte, der einen Versuch unternahm, sich als weitgereister, geistvoller Mensch zu präsentieren, doch Kitty strebte einen Platz weit höher in der Gesellschaft an. Sie konnte nicht ahnen, dass er fünf Jahre später zum Baron aufstieg. Sie flirtete mit einer Reihe von Männern, unterhielt hauptsächlich Kontakte zu Männern, sieht man von wenigen Frauen wie Jane Sumner ab, die sie beim Kleidermacher kennenlernte. Sumner, die einige Jahre älter und erfahrener war, hatte einen Keeper namens John Montagu, 4th Earl of Sandwich. Andere Frauen mieden eher den Kontakt zu den Kurtisanen, während bereits Briefe unter Männern zirkulierten, die Kitty und andere Frauen, die hierin noch erfolgreicher waren, bewundernd anpriesen.
Wynne schrieb außerdem:
„Sie lebt in der größtmöglichen Pracht, gibt zwölftausend Pfund im Jahr aus, und sie ist die erste ihrer sozialen Klasse, die livrierte Diener beschäftigen – sie hat sogar livrierte Chaise-Träger.“
Als er im Jahr 1763 London besuchte, traf Giacomo Casanova, der selbst versuchte, höchste Aufmerksamkeit in der Gesellschaft zu erregen, auf Fisher und schrieb:
… und wir gingen dann zur Kupplerin Walsh, wo wir die berühmte Kurtisane Kitty Fisher sahen, die dort auf den Herzog von *** wartete, um mit ihm auf den Ball zu gehen. Die Phryne war prachtvoll geschmückt, und es ist keine Übertreibung, wenn ich die Diamanten, die sie in diesem Augenblick auf dem Leibe trug, auf fünfhunderttausend Franken schätze; Goudar sagte mir, ich könnte die Gelegenheit benutzen und mich, bevor der Herzog käme, für zehn Guineen mit ihr amüsieren. Ich wollte jedoch nicht, denn sie war zwar reizend, aber sie sprach nur englisch. Da ich nun gewöhnt war, mit allen Sinnen zugleich zu genießen, so konnte ich mich nicht entschließen, mich der Liebe hinzugeben, ohne auch mein Ohr zu befriedigen. Als das Mädchen fort war, sagte die Walsh uns, Kitty habe eines Tages eine Banknote von tausend Guineen auf einem Butterbrot verzehrt. Es sei ein Geschenk gewesen, das der Ritter Atkins, der Bruder der schönen Lady Pitt, ihr gemacht habe. Ich weiß nicht, ob die Bank ihr für dieses Geschenk ihren Dank aussprechen ließ.

### Ehe mit John Norris (1766) und früher Tod
Im Jahre 1766 heiratete sie den 1740 geborenen John Norris, den Enkel von Admiral Sir John Norris. Sie wohnte im Haus der Familie ihres Mannes, Hemsted (heute die Räumlichkeiten des renommierten englischen Public School School Benenden). Sie wechselte in die Rolle der Herrin von Hemsted, wurde gemocht von der lokalen Bevölkerung, besonders da sie großzügig zu den Armen war.
Sie starb nur vier Monate nach ihrer Hochzeit. Einige Quellen sagen, sie starb an den Auswirkungen von bleihaltiger Kosmetik, andere sprechen von Pocken. Ihr letzter Wunsch war es, im Kirchhof von Benenden bestattet zu werden, gekleidet in ihr bestes Ballkleid.

## Darstellungen in Porträts, Tagebüchern und Briefen

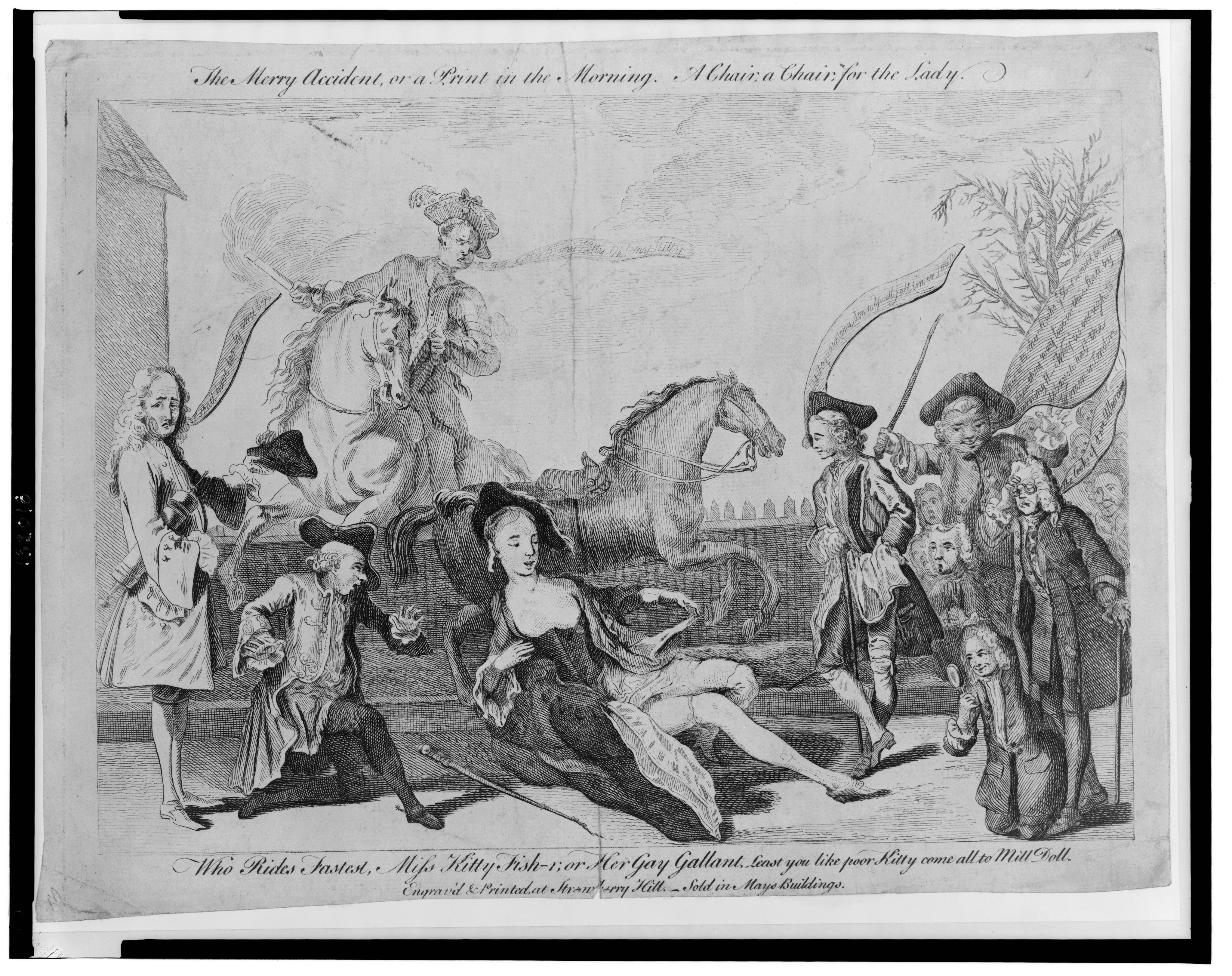
Kitty Fisher nach einem Sturz von ihrem Pferd, Karikatur: The merry accident, or a print in the morning a chair, a chair, for the lady, Library of Congress Prints and Photographs Division Washington

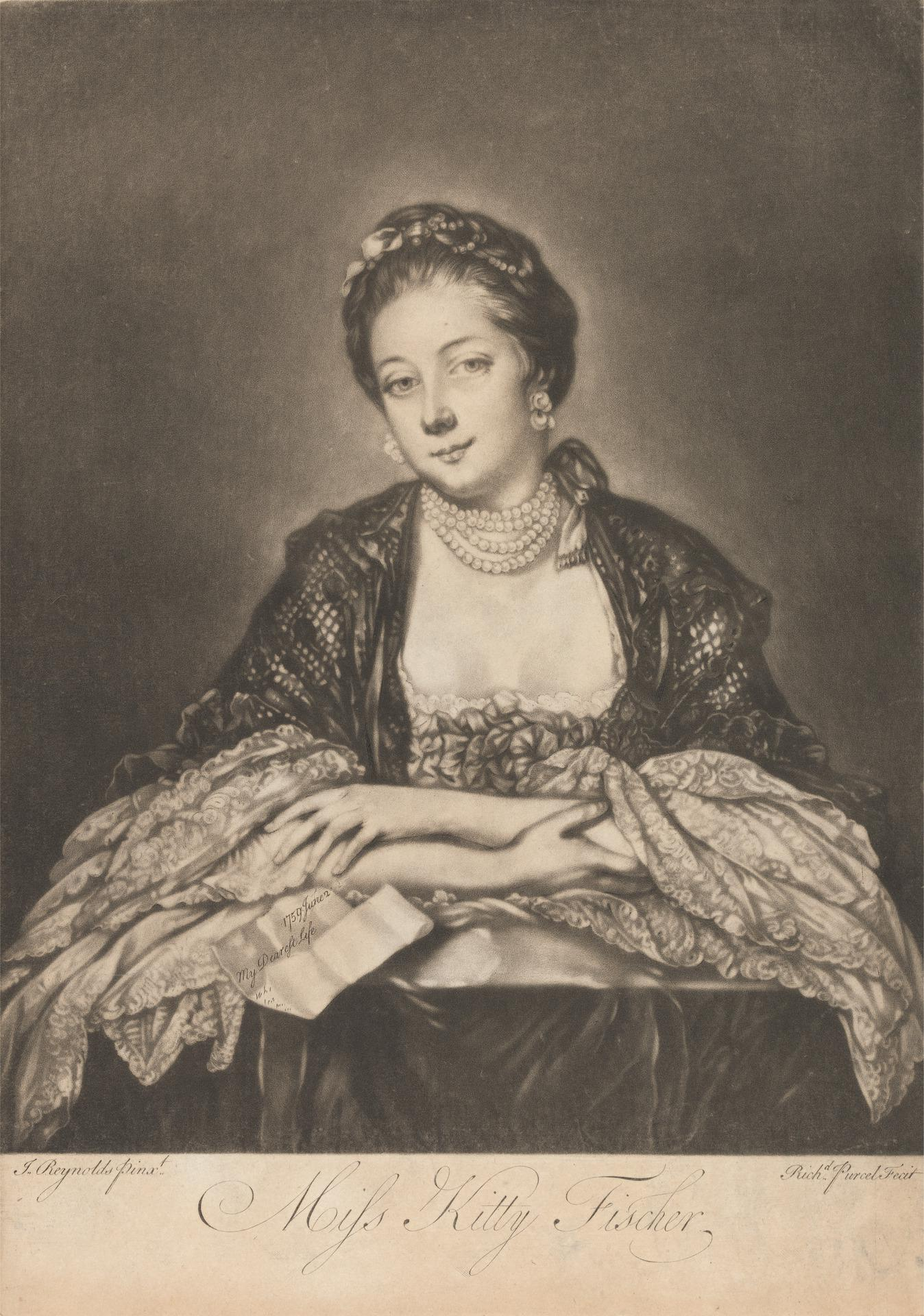
Richard Purcell: Miss Kitty Fischer

Nathaniel Hone (1718–1784) porträtierte sie im Jahr 1765, auf dem Höhepunkt ihrer Bekanntheit. Sein Gemälde, dass heute in der National Portrait Gallery in London hängt, zeigt sie mit einem Kätzchen („Kitty“), das versucht, Goldfische in einer Schüssel zu fangen. In der Schüssel spiegeln sich die Gesichter einer Menschenmenge, die durch das Fenster schaut.
Neben mehrfachen Sitzungen für Sir Joshua Reynolds wurde sie unter anderem von Philip Mercier, James Northcote und Richard Purcell gemalt.
Abgesehen von den Briefen an Giustiniana Wynne, wird sie in Tagebüchern und Briefen von Madame D’Arblay und Horace Walpole erwähnt.
Der Musikverleger Peter Thompson veröffentlichte außerdem eine Country Dance mit ihrem Namen, in Band 2 von Thompson's Compleat Collection of 200 Country Dances (Publ. 1764).
Unsterblich ist sie durch den Kinderreim Lucy Locket:
„Lucy Locket lost her pocket, / Kitty Fisher found it, / not a penny was there in it, / only ribbon round it.“
Eine Kitty Fisher wurde 1991 auf Channel 4 in dem historischen Fantasie-Musical Ghosts of Oxford Street aufgeführt. Die Hauptrolle erhielt Kirsty MacColl.